# Lưu Cao
Lưu Cao (chữ Hán: 刘高, ? - 66 TCN), tức Triệu Ai vương (赵哀王), là vị chư hầu vương thứ 11 của nước Triệu, chư hầu nhà Hán trong lịch sử Trung Quốc.
Lưu Cao là con trai của Triệu Khoảnh vương Lưu Xương, chư hầu vương thứ 9 của nước Triệu, em của Triệu Hoài vương Lưu Tôn, chư hầu vương thứ 10 của nước Triệu. Năm 68 TCN, Lưu Tôn qua đời, không con nối dòng. Nước Triệu bị phế trừ, nhập vào nhà Hán trong 2 năm. Năm 66 TCN, Hán Tuyên Đế lại lập Lưu Cao làm Triệu vương, kế tục ở Triệu.
Nhưng chỉ được vài tháng, Lưu Cao lại mất, thụy là Ai. Con ông là Lưu Sung kế tự, tức Triệu Cung vương.